# 黃汝良
黃汝良（1554年—1647年），字明起，號毅庵，福建泉州府晉江縣人，民籍，明朝政治人物，萬曆丙戌進士。官至南京禮部尚書。

## 生平
萬曆十三年（1585年）乙酉科福建鄉試五十七名，萬曆十四年（1586年）聯捷丙戌科会试第二名，廷试二甲十六名進士。大理寺观政，改翰林院庶吉士。十六年授翰林院編修，十七年丁憂。十九年十二月復除原职，二十年禮部會試同考，二十二年主考江西鄉試，二十三年升南京國子監司業，二十六年八月升右春坊右中允，管國子監司業事，二十八年四月升左谕德兼翰林院侍講，管诰敕撰文，七月与莊天合主考應天府鄉試，二十九年九月授东宫讲官，三十年三月升左庶子兼翰林院侍读，掌左春坊印信，三十一年五月升國子監祭酒，十一月升詹事府少詹事兼翰林院侍读学士，充东宫日讲官，三十三年四月升礼部右侍郎兼侍读学士、协理詹事府事，教习庶吉士。三十五年七月因母亲去世，服喪丁憂归里，家居十七年。經大臣舉薦，天啓元年（1621年）起用南京禮部右侍郎，二年升吏部左侍郎，本年升任南京禮部尚書。明末三大案中他力保官員，被魏忠賢所忌恨，之後閹黨事敗，再次起用。崇禎八年辭職歸鄉。

## 家族
曾祖父黃懋；祖父黃伯善，字达兼，号菊山，庚子舉人，曾任浙江衢州府同知，誥封晉階中憲大夫，贈通議大夫禮部右侍郎；父親黃憲清，甲子舉人，曾任廣東廉州府同知，累贈通議大夫禮部右侍郎。母陳氏（封孺人）。重庆下。兄汝封（生员）。弟居中（乙酉举人）、汝惠、汝朏、汝为、汝皓、汝光、汝美。